# Barranc de Cabiscol
El barranc de Cabiscol és un afluent per la dreta de la Ribera Salada de 4,3 km de llargada (per bé que en el seu primer tram se'l coneix amb el nom de la rasa Fonda), situat al terme de Lladurs, a la comarca del Solsonès.
Neix a 885 m d'altitud, a 100 m a l'est de l'Hostal del Roquer, al vessant sud del serrat de la Roca de Montpol. Amb direcció predominant nord-sud, passa pel costat del santuari de la Mare de Déu de Massarrúbies i de la masia de Cabiscol que li dona nom. Desguassa a la Ribera Salada aigües avall de la masia de la Ginebrosa, a 575 m d'altitud i pràcticament davant per davant del lloc on, per l'altra banda, desguassa el Riard.
Coordenades d'altres punts significatius del seu curs:
- Al seu pas pel Santuari de la Mare de Déu de Massarrúbies i Cabiscol: 42° 4′ 4.700″ N, 1° 24′ 52.42″ E / 42.06797222°N,1.4145611°E